# World Freestyle Football Association
La Asociación Mundial de Fútbol Libre ( WFFA ) es el organismo rector internacional del deporte del Fútbol Freestyle.
El Fútbol Freestyle se define como un arte y un deporte en el que los participantes hacen malabarismos creativos con una pelota usando todas las partes del cuerpo (exceptuando los brazos y las manos) para entretener al público y superar a los oponentes; combina la cultura callejera de trucos de fútbol, danza, acrobacias y música .
La WFFA desarrolla y gestiona el Sistema Oficial de Ránkings Mundiales, el Día Mundial del Freestyle (que se celebra anualmente el 1 de septiembre), todas las reglas y regulaciones de las competiciones oficiales y los eventos clave de la Asociación en todo el calendario, incluido el Campeonato Mundial de Fútbol Estilo Libre, sus clasificatorios continentales, las Series Pulse, el Abierto Mundial Super Ball y el Campeonato Mundial NextGen.
La WFFA es una organización sin ánimo de lucro con sede en Barcelona, Cataluña, España.

## Afiliación
La organización opera en 119 países (a mayo de 2025) con la misión de aumentar la conciencia y la participación en el deporte del Fútbol Freestyle tanto para hombres como para mujeres de todas las edades. Su ambición es que el deporte se utilice como herramienta para el cambio social positivo en comunidades de todo el mundo. Los Líderes Clave de cada país tienen un papel que desempeñar en la gobernanza general del deporte, emitiendo votos sobre cualquier asunto que cambie las reglas y aportando nuevas ideas para hacer crecer el deporte en sus regiones. La estructura y la Red Mundial de este deporte se llevan desarrollando desde 2007.

## Eventos
Los eventos de fútbol de la WFFA pueden ser eventos abiertos o cerrados. Todos los eventos abiertos (nacionales, continentales y mundiales) permiten a los participantes obtener puntos para el ranking mundial, mientras que todos los eventos cerrados son solo por invitación para atletas precalificados o de élite. Los eventos pueden realizarse en vivo o en línea. Los eventos reciben anualmente más de 200 millones de interacciones en línea y se conectan con audiencias de todo el mundo a través de plataformas de redes sociales como Facebook, Instagram, YouTube, Threads y TikTok .
Los eventos clave en el calendario competitivo del Fútbol Freestyle incluyen:
- Abierto Mundial Super Ball, Praga, República Checa .
- Campeonato Mundial de Fútbol Frestyle (WFFC).
- Series Pulse, incluyendo cinco campeonatos continentales en América del Norte, América del Sur, Europa, Asia-Pacífico y África que actúan como clasificatorios para el WFFC.
- Campeonato Mundial WFFA NextGen, para atletas menores de 16 años.

## Embajadores
En 2014, Ronaldinho se unió a la WFFA como embajador global. Más nombres famosos del mundo del fútbol, la música y el entretenimiento también han mostrado su apoyo al Fútbol Freestyle en multitud de eventos.